# Acide pentacycloanammoxique
L'acide pentacycloanammoxique, ou acide 8-[5]-ladderane-octanoïque, est un acide gras saturé de type ladderane à 20 atomes de carbone découvert chez Candidatus Brocadia anammoxidans, une bactérie réalisant le processus d'anammox (oxydation anaérobie de l'ammonium NH4+) à 90 m sous la surface de la mer Noire, d'où son nom. Il est constitué de cinq cycles cyclobutane fusionnés en configuration cis terminant une chaîne aliphatique carboxylée à huit atomes de carbone.

Configuration de la molécule.

On pense que cet acide gras permet la formation d'une membrane dense et robuste capable de protéger les organismes anammoxiques de l'effet toxique de l'hydroxylamine NH2OH et de l'hydrazine N2H4 produites dans les anammoxosomes lors de la production de diazote N2 et d'eau H2O à partir de l'ion nitrite NO2− et de l'ammoniac NH3,.